# Cyrteumenes seyrigi
Cyrteumenes seyrigi är en stekelart som först beskrevs av Giordani Soika 1934.  Cyrteumenes seyrigi ingår i släktet Cyrteumenes och familjen Eumenidae. Inga underarter finns listade i Catalogue of Life.